# گیم آرتس
گیم آرتس (انگلیسی: Game Arts) شرکت بازی ویدئویی ژاپنی است، که در سال ۱۹۸۵ تأسیس شد.